# Regierung Holt I

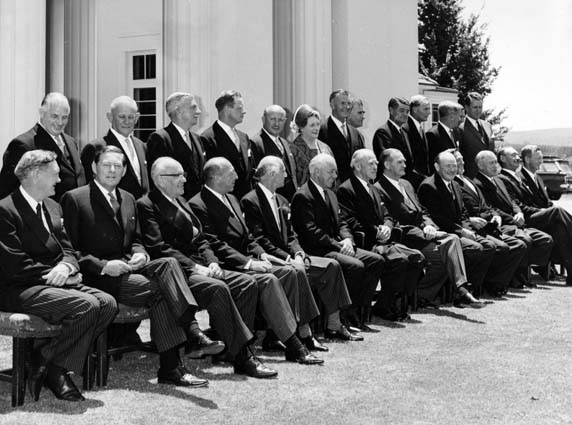
Regierung Holt I

Die Regierung Holt I regierte Australien vom 26. Januar 1966 bis zum 14. Dezember 1966. Es handelte sich um eine Koalitionsregierung der Liberal Party (LP) und der Country Party (CP).
Robert Menzies, der seit 1949 Premierminister von LP-CP Koalitionsregierungen war, trat am 26. Januar 1966 zurück. Sein Nachfolger wurde der bisherige Schatzminister Harold Holt. Bei der Parlamentswahl am 26. November 1966 baute die regierende Koalition ihre Mehrheit im Repräsentantenhaus aus. Die Liberal Party erhielt 61, die County Party 21 der 124 Sitze. Holt blieb Premierminister einer Koalition aus LP und CP.

## Ministerliste
| Kabinett                                              | Kabinett         | Kabinett | Kabinett                            | Kabinett |
| Amt                                                   | Minister         | Partei   | Amtszeit                            | Bild     |
| ----------------------------------------------------- | ---------------- | -------- | ----------------------------------- | -------- |
| Premierminister                                       | Harold Holt      | LP       | 26. Januar 1966 – 14. Dezember 1966 |          |
| Minister für Handel und Industrie                     | John McEwen      | CP       | 26. Januar 1966 – 14. Dezember 1966 |          |
| Schatzminister                                        | William McMahon  | LP       | 26. Januar 1966 – 14. Dezember 1966 |          |
| Außenminister                                         | Paul Hasluck     | LP       | 26. Januar 1966 – 14. Dezember 1966 |          |
| Minister für die Grundstoffindustrie                  | Charles Adermann | CP       | 26. Januar 1966 – 14. Dezember 1966 |          |
| Verteidigungsminister                                 | Allen Fairhall   | LP       | 26. Januar 1966 – 14. Dezember 1966 |          |
| Minister für Versorgung                               | Denham Henty     | LP       | 26. Januar 1966 – 14. Dezember 1966 |          |
| Generalpostmeister                                    | Alan Hulme       | LP       | 26. Januar 1966 – 14. Dezember 1966 |          |
| Vizepräsident des Executive Council                   | Alan Hulme       | LP       | 26. Januar 1966 – 14. Dezember 1966 |          |
| Minister für nationale Entwicklung                    | David Fairbairn  | LP       | 26. Januar 1966 – 14. Dezember 1966 |          |
| Minister für Territorien                              | Charles Barnes   | CP       | 26. Januar 1966 – 14. Dezember 1966 |          |
| Bauminister                                           | John Gorton      | LP       | 26. Januar 1966 – 14. Dezember 1966 |          |
| Minister für Arbeit und Wehrpflicht                   | Les Bury         | LP       | 26. Januar 1966 – 14. Dezember 1966 |          |
| Minister für Forschung zugeordnet dem Premierminister | John Gorton      | LP       | 26. Januar 1966 – 14. Dezember 1966 |          |
|                                                       |                  |          |                                     |          |
| Juniorminister                                        |                  |          |                                     |          |
| Minister für Schifffahrt und Verkehr                  | Gordon Freeth    | LP       | 26. Januar 1966 – 14. Dezember 1966 |          |
| Minister für Einwanderung                             | Hubert Opperman  | LP       | 26. Januar 1966 – 14. Dezember 1966 |          |
| Minister für die Luftfahrt                            | Reginald Swartz  | LP       | 26. Januar 1966 – 14. Dezember 1966 |          |
| Generalstaatsanwalt                                   | Billy Snedden    | LP       | 26. Januar 1966 – 14. Dezember 1966 |          |
| Gesundheitsminister                                   | Jim Forbes       | LP       | 26. Januar 1966 – 14. Dezember 1966 |          |
| Innenminister                                         | Doug Anthony     | CP       | 26. Januar 1966 – 14. Dezember 1966 |          |
| Marineminister                                        | Fred Chaney      | LP       | 26. Januar 1966 – 14. Dezember 1966 |          |
| Minister für die Luftwaffe                            | Peter Howson     | LP       | 26. Januar 1966 – 14. Dezember 1966 |          |
| Minister für Zölle und Verbrauchssteuern              | Ken Anderson     | LP       | 26. Januar 1966 – 14. Dezember 1966 |          |
| Minister für Repatriierung                            | Colin McKellar   | CP       | 26. Januar 1966 – 14. Dezember 1966 |          |
| Sozialminister                                        | Ian Sinclair     | CP       | 26. Januar 1966 – 14. Dezember 1966 |          |
| Ministerin für Wohnraum                               | Annabelle Rankin | LP       | 26. Januar 1966 – 14. Dezember 1966 |          |
| Armeeminister                                         | Malcolm Fraser   | LP       | 26. Januar 1966 – 14. Dezember 1966 |          |
| Assistant Minister im Schatzministerium               | Peter Howson     | LP       | 26. Januar 1966 – 14. Dezember 1966 |          |